# Anja Community Reserve
Het Anja Community Reserve is een privéreservaat van dertig hectare in het Centraal Hoogland van Madagaskar. Het park ligt gelegen aan de Route nationale 7, tien kilometer ten westen van Ambalavao. Het park is populair bij toeristen die reizen tussen Fianarantsoa en het Nationaal park Isalo.

## Geschiedenis
Het gebied waar het reservaat nu ligt werd voorheen gebruikt voor het verbouwen van maïs, waardoor elk jaar grote delen van de regenwouden werden gekapt. Op initiatief van de lokale Betsileo-bevolking werd samen met de UNDP (United Nations Development Programme) het Association Anja Miray in 2001 opgericht, waarna het reservaat in datzelfde jaar in gebruik werd genomen. Association Anja Miray heeft als voornaamste doelstellingen het beschermen van de lokale flora en fauna en het verbeteren van de levensstandaard van de lokale bevolking. Dit laatste wordt onder andere bereikt door werkverschaffing als gids of andere takken in het ecotoerisme. Ook zorgt de instantie voor voorzieningen in onderwijs en medische hulp.

## Ligging en terrein

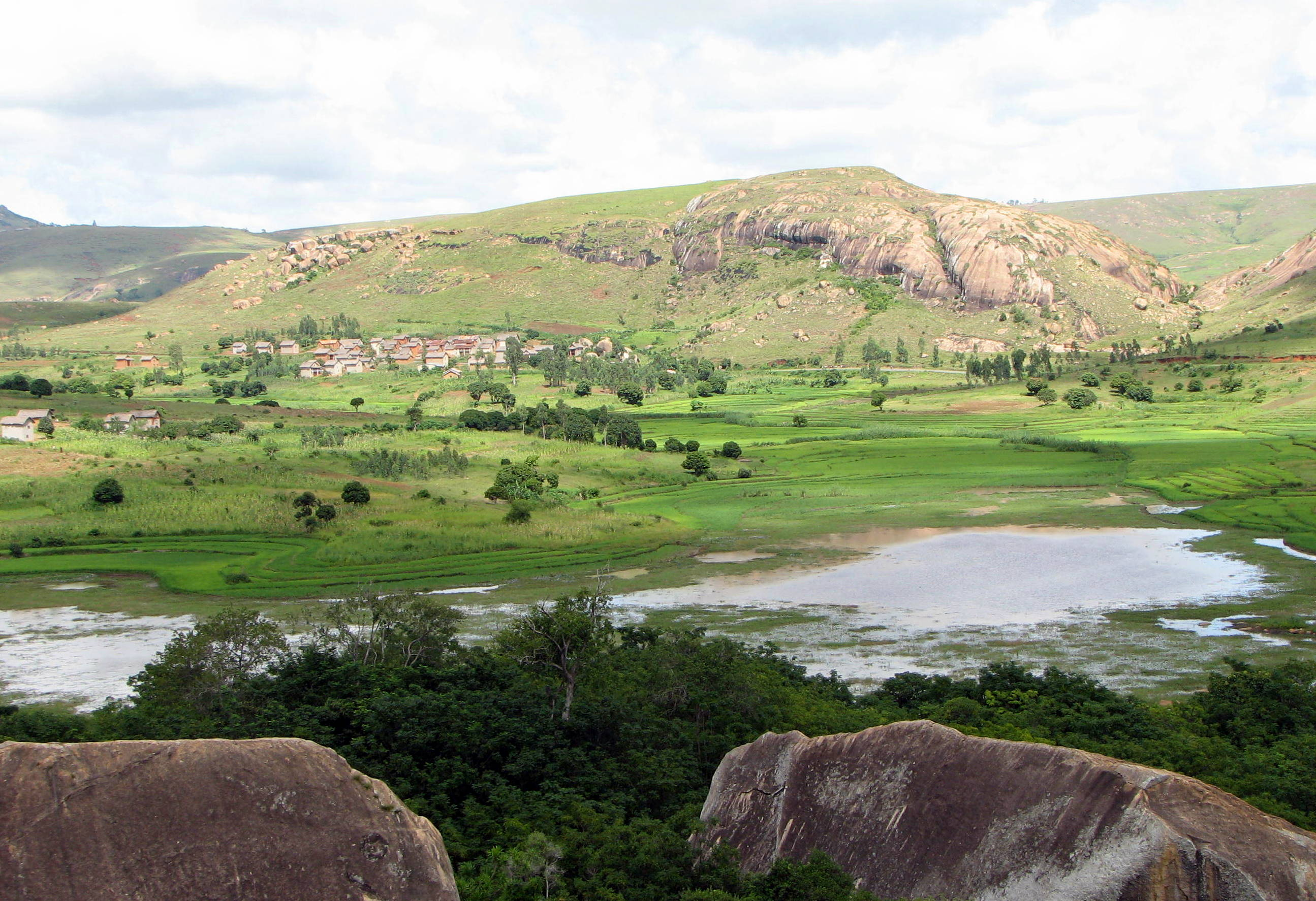
Het meer van het reservaat

Het reservaat maakt deel uit van de subtropische bossen van Madagaskar, een van de zeven ecoregio's van het eiland. Dankzij haar ligging heeft het reservaat een grote biodiversiteit. De subtropische bossen reiken tot aan de voet van een berghelling en het terrein is voor een groot deel bezaaid met rotsblokken. In de berghelling bevinden zich twee grotten die door uilen en vleermuizen worden gebruikt als roestplaats. Ook de dichte bossen in het woud bieden veel beschutting voor het leven in het reservaat. In de grenzen van het reservaat ligt een meer.
In de omgeving van het reservaat verbouwen de Betsileo rijst en andere gewassen en hoeden er hun zeboes.

## Fauna
Het reservaat staat bekend om de honderden ringstaartmaki's (Lemur catta) die er leven en zo aan de bezoekers gewend zijn geraakt dat ze van dichtbij gefotografeerd kunnen worden. De maki's leven in de wouden en op de rotsen van de berghelling en hebben een dikkere vacht dan soortgenoten in de drogere regio's van het eiland.
In het reservaat komt een groot aantal reptielen voor, zoals Phelsuma barbouri (een madagaskardaggekkosoort), de Madagaskarleguaan (Chalarodon madagascariensis), de reuzenkameleon  (Furcifer oustaleti) en de schildhagedissen Oplurus grandidieri en Zonosaurus madagascariensis.
Bijzondere insecten die regelmatig in het park worden aangetroffen zijn Flatida rosea en Zanna madagascariensis, beiden behorend tot de lantaarndragerachtigen.

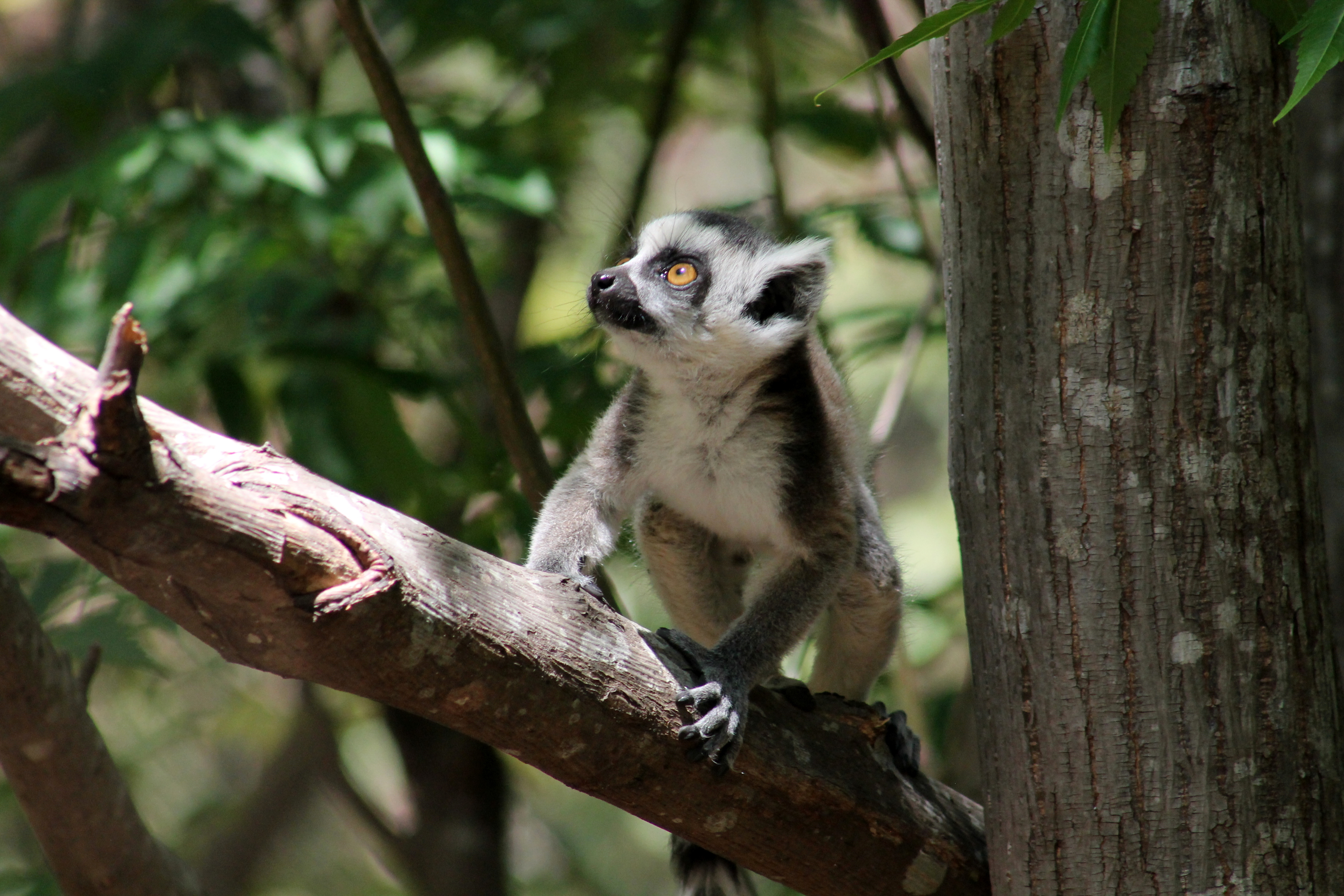
Jonge ringstaartmaki
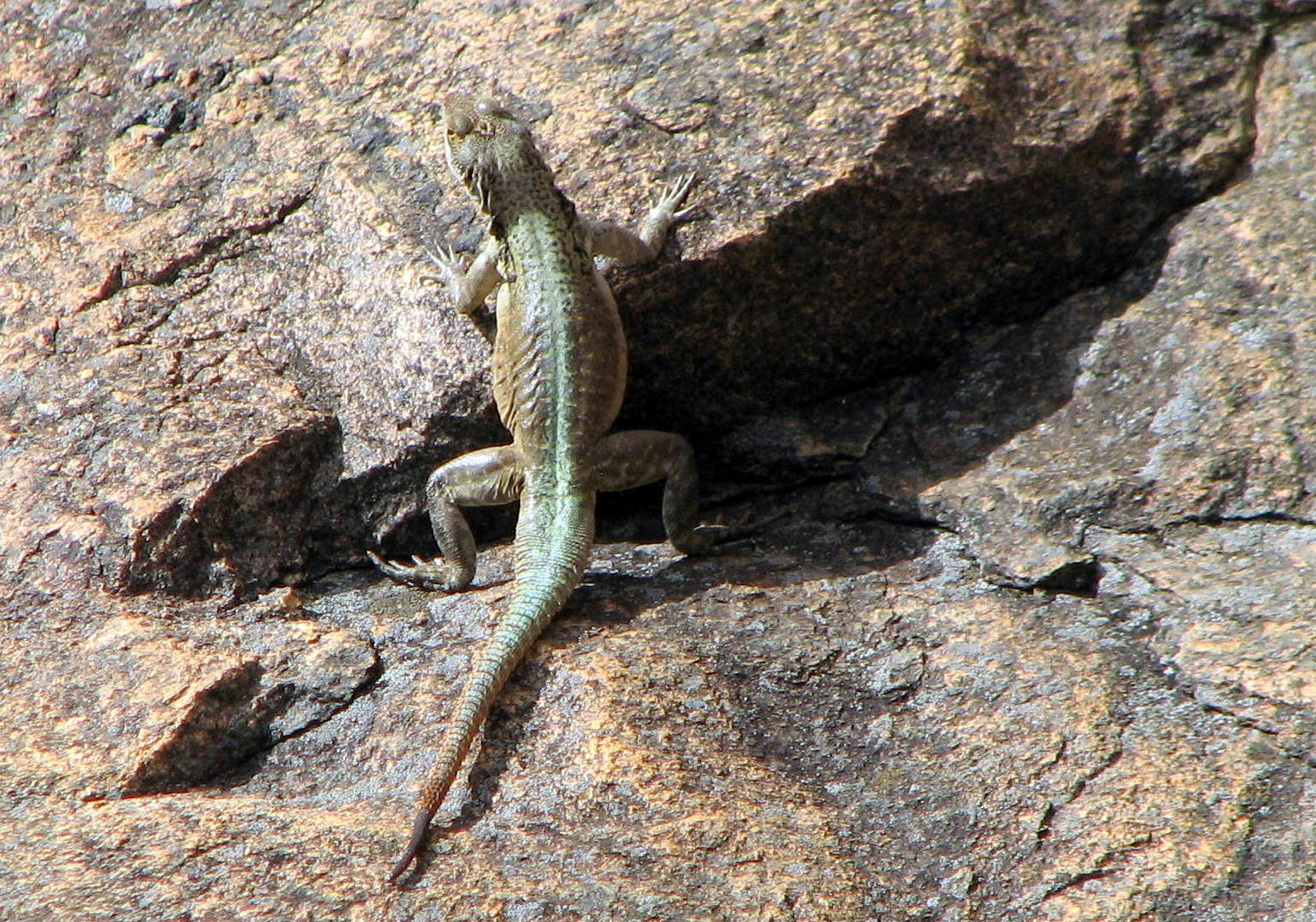
Oplurus grandidieri op de rotsen van de berghelling
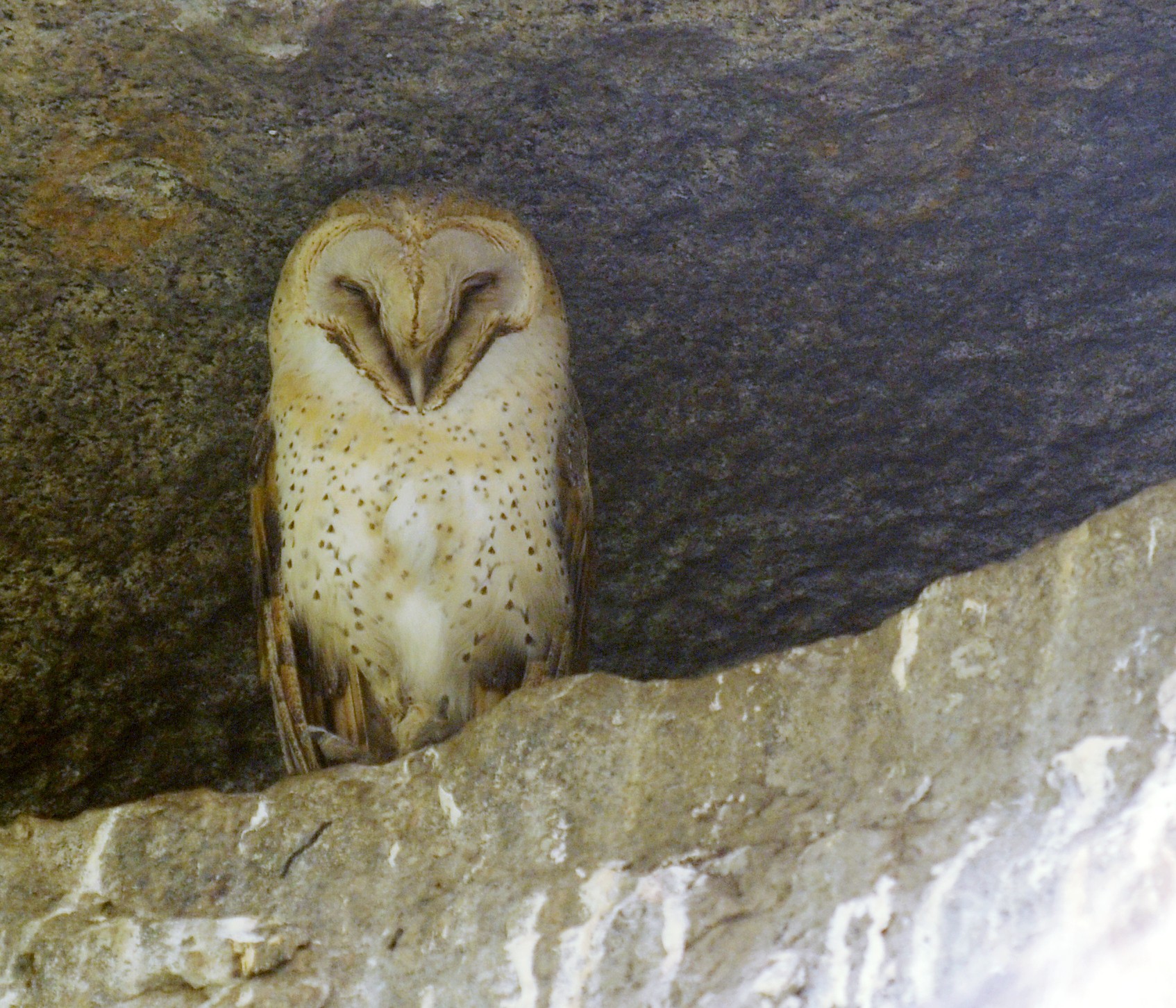
Kerkuil (Tyto alba) in een van de grotten
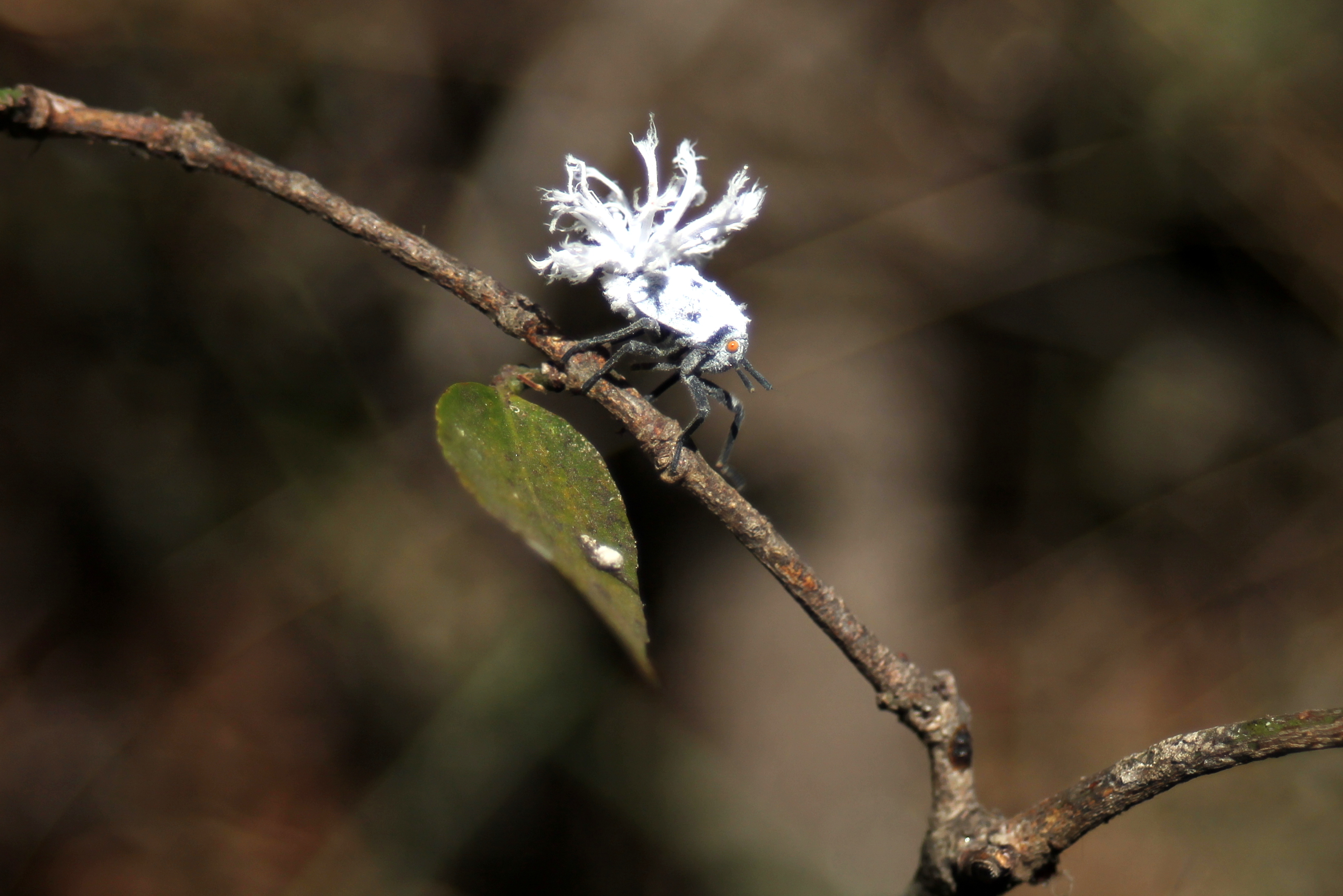
Flatida rosea